# Sovia liuzihaoi
Sovia liuzihaoi — вид денних метеликів родини головчаків (Hesperiidae). Описаний у 2020 році.

## Поширення
Ендемік Китаю. Відомий лише у типовому місцезнаходженні — схили гори Айлао в Сіньпін-Ї-Дайському автономному повіті провінції Юньнань.